# Ориндж-Волк (округ)
Ориндж-Волк (англ. Orange Walk) — один з 6 округів Белізу. Розташований у північно-західній частині країни. Межує з Мексикою (на північному заході), Гватемалою (на південному заході), а також з округами Кайо (на півдні), Беліз (на сході) і Коросаль (на північному сході).
Площа становить 4636 км². Населення на 2010 рік — 45 419 осіб. Адміністративний центр — місто Ориндж-Волк, розташоване за 90 км на північний захід від міста Беліз.

## Географія
Округ Ориндж-Волк знаходиться у внутрішній центральній частині країни. Як і вся північна частина країни — низовинна, заболочена рівнина Юкатанської платформи. Лише на південному заході округу наявні горбисті залишки від нагір'я Мая — Пагорбів Ялбак (Yalbac Hills). Алювіальні відкладення становлять головні геологічні шари на тектонічній Юкатанській платформі, вони ж і є базовими в геологічній структурі округу.

### Рельєф та гори
Рельєф округу низовинний, лише на південному заході наявне невеличке підвищення, яке передує гірському передгір'ю (за пів сотні кілометрів уже починаються гори Мая). Пізніше, місцеві дослідники назвали цю область Пагорби Ялбак, з яких кілька їх здіймаються над низовиною:
- Барнгем Гілл (Burnham Hill));
- Ґравел Гілл (Gravel Hill);
- Куам Гілл(Quam Hill);
- Санта Роса Гілл (Santa Rosa Hill) ;
- Ялбак Гілл (Yalbac Hills);

### Гідрографія
Територією округу протікає чимало річок, потоків, струмків, і кілька десятків мають довжину більш як 5—7 кілометрів, зокрема:
| - Ріо-Ондо (Río Hondo)); - Ріо-Нуево (Rio Nuevo); - Блеклендінґ Крік(Backlanding Creek); - Барбер Крік (Barber Creek) ; - Біг Пойнд Крік (Big Pond Creek); - Біг Пойнд Крік (Big Pond Creek); - Баґґ Крік (Bogg Creek); - Бутс Рівер (Booth's River); - Кеноті Крік (Cenoti Creek) ; - Кьобе Крік (Ciobe Creek); - Коффін Ґате Крік (CoffinGateCreek); - Кріке Бланко (Crique Blanco); - Доусон Крік (Dawson Creek); - Доктор Крік (Doctor Creek); - Блю Крік (Blue Creek); - Ялбак Крік (Yalbac Creek); - Лейборінґ Крік (Labouring Creek); | - Ґолд Баттон Крік (Gold Button Creek); - Гаррі Джонс Крік (Harry Jones Creek); - Іріш Крік (Irish Creek); - Лопес Крік (Lopez Creek); - Паскуа Крік (Pascua Creek); - Паслов Крік (Paslow Creek); - Пур Голл Крік (Poor Hall Creek); - Рамґот Крік (Ramgoat Creek) ; - Ранчо Крік (Rancho Creek); - Рейолла Валлей (Rejolla Valley); - Ріо-Браво (Río Bravo); - Скотч Вілліс Крік(Scotch Willis Creek); - Тайґер Крік (Tiger Creek) ; - Вікторія Крік (Victoria Creek); - Воміл Крік (Womil Creek) - Чан Чеч Крік (Chan Chich Creek) |

Вся площа округу всіяна численними озерцями, бототами, лагунами (так прийнято їх називати в Белізі). Більшість з них малі, лише з десяток мають глибину більше 1 метра, зокрема:
| - Біґ Понд (Big Pond); - Баттон Лагуна (Button Lagoon); - Чан Лагуна (Chan Laguna); - Чіва Лагуна (Chiwa Lagoon); - Крік Бланко Зібол (Crique Blanco Zibal); - Дублон Банк Лагуна (Doubloon Bank Lagoon); - Лагуна Сека (Laguna Seca); | - Лагуна Верде (Laguna Verde); - Гоней Камп Лагуна (Honey Camp Lagoon); - Кейтс Лагуна (Kate's Lagoon); - Локуст Гілл Понд (Locust Hill Pond); - Нью-Рівер Лагуна (New River Lagoon); - Крокед Трі Вілдлайф Сентурі (Crooked Tree Wildlife Sanctuary)* - Вестерн Лагуна (Western Lagoon); - Ґрін Лагуна (Green Lagoonn); |

На територіє округу віднайдено кілька водограїв, серед них два великих із статусом водоспада:
- Катарата Вікторія (Catarata Victoria);
- Лагуна Азул Фоллс (Laguna Azul Falls)

### Флора та фауна
В окрузі Ориндж-Волк було відведено кілька природоохоронних зон. В окрузі чимало лісових масивів, на узбережжі тропічні мангрові чагарники, із рослинністю притаманною для тропічної кліматичної зони із помірними дощами.

## Поселення
Північно-західний, внутрішній округ Ориндж-Волк вважається малозаселеним, як і більшість території країни, але його північна частина густіше заселена. Громаду округу становлять одне місто Ориндж-Волк (Orange Walk) та 33 населених пункти:.
| - Август Пайн Рідж (August Pine Ridge) - Блю Крік (Blue Creek); - Кармеліта (Carmelita); - Чан Пайн Рідж (Chan Pine Ridge); - Кватро Леґюас (Cuatro Leguas); - Дуглас (Douglas); - Ґінея Ґрасс (Guinea Grass); - Індіан Чарч (Indian Church); - Індіан Крік (Indian Creek); - Гоней Камп (Honey Camp); - Ньюендорф (Neuendorf); | - Росіта (Rosita); - Сан-Антоніо (San Antonio); - Сан-Карлос (San Carlos); - Сан-Естеван (San Estevan); - Сан-Феліпе (San Felipe); - Сан-Хосе (San Jose); - Сан-Хосе Пальмар (San Jose Palmar); - Сан-Хуан (San Juan); - Сан-Лазаро (San Lazaro); - Сан-Лоренсо (San Lorenzo); - Сан-Луїс (San Luis); | - Сан-Пабло (San Pablo); - Санта-Круз (Santa Cruz); - Санта Марта (Santa Martha); - Сан Роман (San Roman); - Шип'ярд (Shipyard); - Тавер Гілл (Tower Hill); - Трес Леґюас (Tres Leguas); - Трайл Фарм (Trial Farm); - Тринідад (Trinidad); - Файрборн (Fireburn); - Йо Крік (Yo Creek); |